# Casa de los Navajas
La Casa de los Navajas es un inmueble del municipio de Torremolinos, provincia de Málaga, España, declarado de Interés Histórico por la Consejería de Cultura de la Junta de Andalucía en 1993.

## Historia
Fue construido entre 1925 y 1926 por Antonio Navajas, empresario proveniente de Churriana dedicado al cultivo de la caña de azúcar en los terrenos que en la actualidad están ocupados por el aeropuerto de Málaga-Costa del Sol; fue adquirido por el ayuntamiento de Torremolinos en julio del año 2000 y, tras varios años de abandono, fue restaurado y volvió a abrir sus puertas al público en octubre de 2014.

## Descripción
El pequeño palacete residencial está situado en un acantilado frente a la playa de El Bajondillo y consta de dos plantas con torres redondas en las esquinas que finalizan en arcadas y un techo cónico de tejas verdes, siendo la planta baja la destinada a la vivienda de la familia, mientras que planta alta cumplía la función de un gran mirador. Su estética corresponde al estilo neomudéjar, que floreció en España —y en particular en la provincia de Málaga— a finales del siglo XIX y comienzos del XX, estando la decoración interior inspirada en la Alhambra de Granada.